# Томислав Шекара
Томислав Б. Шекара (Мједеник, Општина Гацко, 3. јул 1965) редовни је професор за научну област Аутоматика на Електротехничком факултету Универзитета у Београду. Дипломирао је на Електротехничком факултету Универзитета у Сарајеву (1991), а магистрирао (1997) је и докторирао (2006) на Електротехничком факултету Универзитета у Београду.

## Наставна и истраживачка активност
У звање редовног професора изабран је 2017. године на Катедри за сигнале и системе на Електротехничком факултету Универзитета у Београду. Хонорарно је ангажован у настави на Електротехничком факултету Универзитета у Источном Сарајеву, а био је, такође, хонорарно ангажован на Војној академији у Београду. Највећи број научних радова објавио је у области пројектовања система управљања, фракционог рачуна (Fractional order calculus) за системе управљања, дискретизације и обраде сигнала, сензора у физичко-техничким мерењима, карактеризације индустријских процеса и моделовања електроенергетских система са становишта повећања енергетске ефикасности.

## Уређивачка активност и чланство у одборима
Члан је уређивачког одбора Зборника радова Електротехничког института „Никола Тесла“. Такође, члан је уређивачког одбора и часописа Journal of Mechatronics, Automation and Identification Technology. Дугогодишњи је члан програмског одбора међународне конференције Инфотех-Јахорина и председник за област Система управљања.

## Награде и признања
За дипломски рад одбрањен 1991. године на Електротехничком факултету Универзитета у Сарајеву добио је награду на савезном нивоу Југославије „Вратислав Бедјанич“. Два рада на којима је коаутор су награђена на међународним конференцијама и то 2014. награђен је рад Optimization of distributed order fractional PID controller under constraints on robustness and sensitivity to measurement noise са „Anatoly A. Kilbas“ наградом на конференцији International Conference on Fractional Differentiation and its Applications у Италији, а 2017. награђен је рад Resistive Circuits Analysis by Using Graph Spectral Decomposition специјалном наградом на конференцији Mediterranean Conference on Embedded Computing у Црној Гори.